# Château de Villesavin

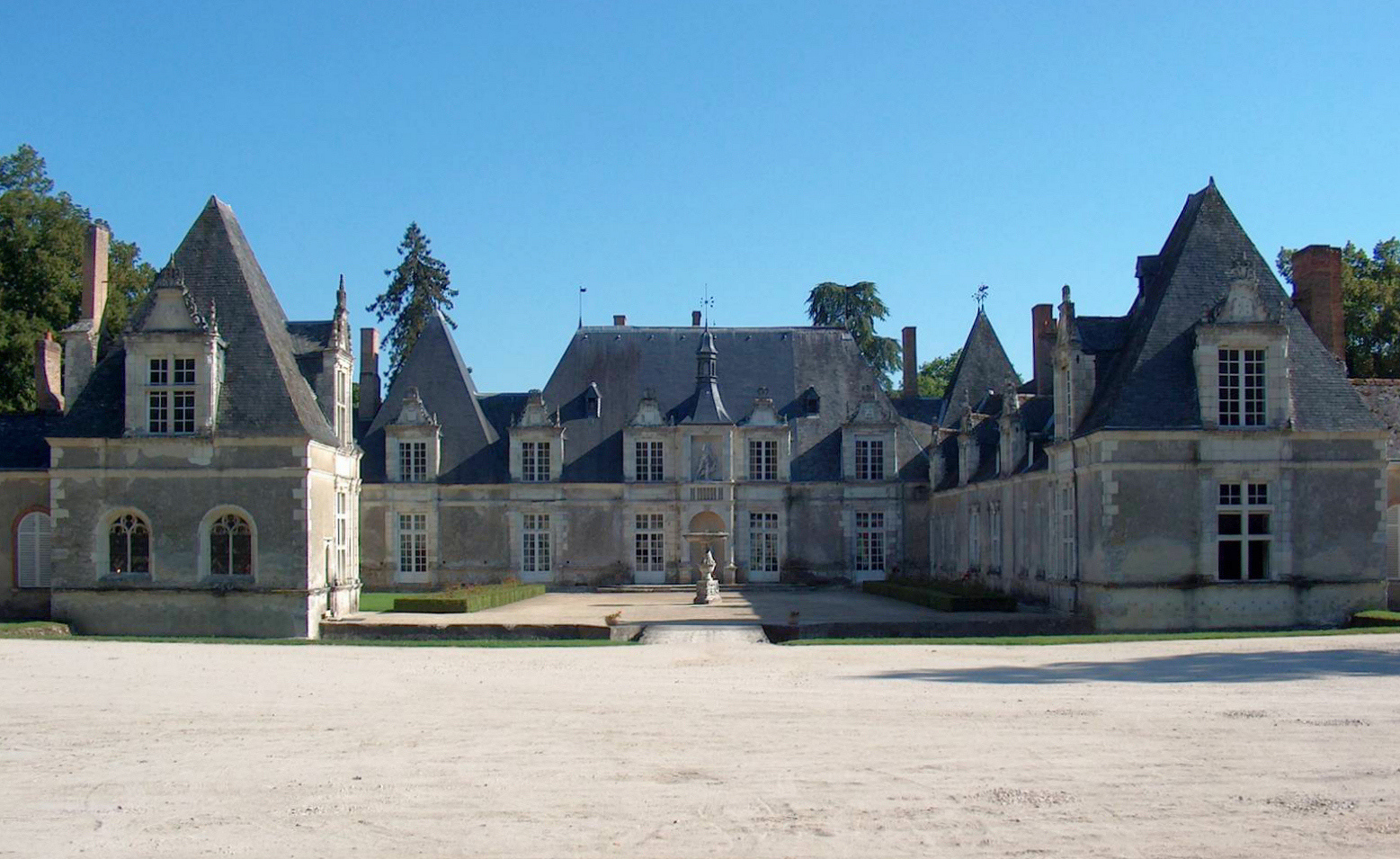
O Château de Villesavin visto de noroeste

O Château de Villesavin é um palácio rural francês situado nos limites da comuna de Tour-en-Sologne, departamento de Loir-et-Cher, na Região Centro. Fica nas margens do Beuvron, na Sologne, a cerca de 17 km do Château de Blois, a 9 do Château de Chambord e a 6 do Château de Cheverny. É um dos mais pequenos palácios do Vale do Loire.
Foi edificado, em 1527, por Jean Le Breton, ministro das finanças durante o reinado de Francisco I e supervisor da construção do Château de Chambord às ordens daquele monarca. Os trabalhos em Villesavin ficaram concluídos por Jean Phélipeaux no primeiro quartel do século XVII. Durante o século XVIII foi equipado com uma orangerie. No século XIX, o edifício recebeu algumas melhorias arquitectónicas ao estilo do historicismo, tornando-se num dos raros exemplos no Vale do Loire que apresenta detalhes deste estilo. Actualmente, o palácio é propriedade privada, mas encontra-se aberto ao público para visitas.
Em meados do século XX, o Corps de Logis do palácio, assim como as pinturas das paredes e tectos da capela, ficou sob a Protecção do Património Cultural. Em Março de 1952, seguiu-se a fonte trabalhada do pátio de honra, enquanto do resto do palácio foi incluido na lista dos monumentos em Julho de 1959.

## História

### História do edifício

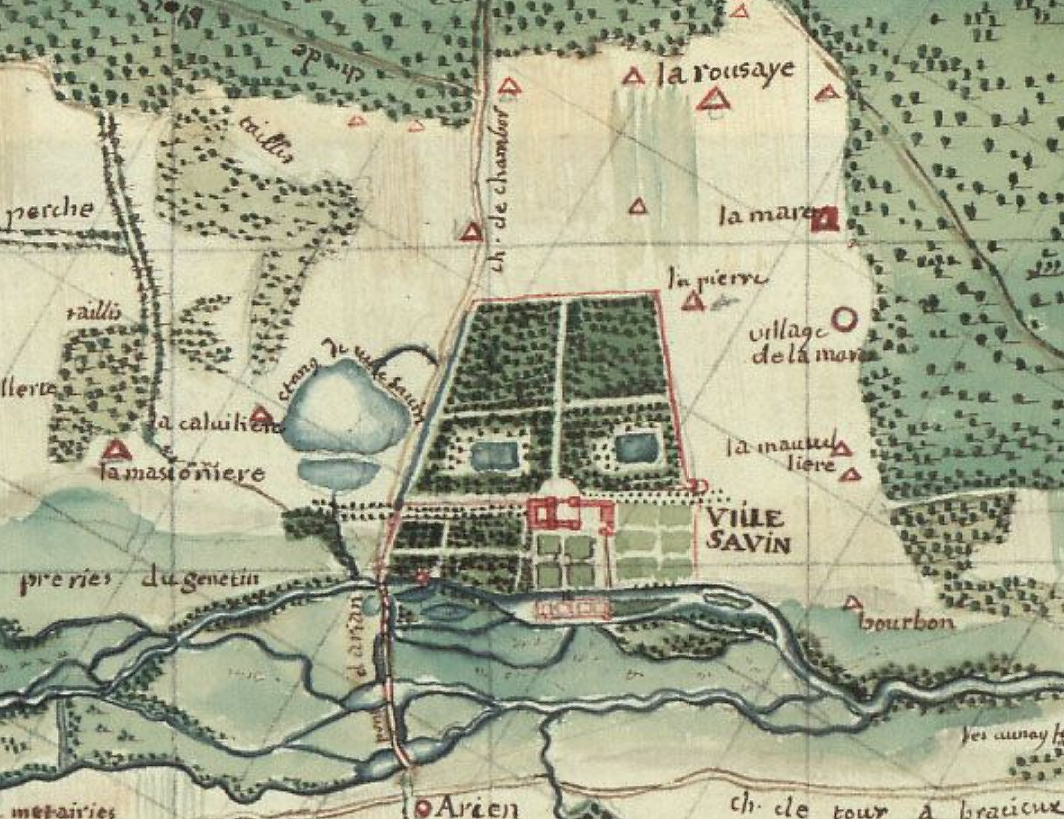
Mapa da zona do palácio, de 1731, por um cartógrafo desconhecido

O actual nome do edifício tem raízes romanas, pelo que a documentação é muito boa, tão antiga quanto a colonização do lugar. O termo Villesavin evoluiu a partir do latino Villa Savini, o nome duma villa romana que existiu na Via Adriana, uma estrada comercial que ligava Chartres à Britânia. O primeiro edifício documentado naquele local data do século XIV.
Neste sítio, Jean Le Breton fez consruir um palácio rural, entre 1527 e 1537, o primeiro edifício profano da França criado, desde o início, com uma escadaria central. Esta concepção tinha sido abandonada desde a época de Carlos Magno. Uma outra novidade arquitectónica foram os quatro pavilhões de canto do edifício, realizados, mais tarde, da mesma forma no Château de Fontainebleau. O palácio foi construido ao mesmo tempo do Château de Chambord, tendo trabalhado nele os mesmos artistas e artesãos italianos e franceses que actuaram no prestigioso objecto de Francisco I.
Aquando da morte de Jean Le Bretons os edifícios ainda não estavam completamente concluídos, pelo que os trabalhos foram continuados por Jean Phélipeaux. Os afrescos na capela foram cocluídos por ele, juntamente com o oratório, a propósito duma visita que Maria de Médici fez ao palácio em 1611. No primeiro quartel do século XVII também trabalhou na realização do basse-cour (pátio baixo) e dos edifícios de serviço.
Até 1731 a família de Villesavin ergueu a orangerie do palácio e em 1789, o primeiro ano da Revolução Francesa, acrescentou-lhe mais um andar. Os anos da revolução deixaram o palácio relativamente intacto; só as primeiras estátuas de anjos da preciosa taça em mármore da fonte se perderam pela destruição. A grande torre dos pombos, embora fosse um sinal dos privilégios feudais, manteve-se preservada, assim como a capela do palácio, usada como canil durante a revolução.
Sob Auguste La Pallu, o Château de Villesavin foi profundamente alterado. Mandou despejar os fossos do edifício e, deste modo, tornou a ponte levadiça inútil. Além disso, fez executar os historicistas edifícios anexos em ambos os lados do corps de logis e renovar as águas-furtadas, entretanto arruinadas. Os fossos pavimentados foram restaurados na segunda metade do século XX.
Devido à venda de Villesavins ao Conde de Pradel, em 1820, existe uma descrição muito detalhada do palácio datada desse ano. Assim, nessa época possuia no piso térreo, entre outras, uma sala de bilhar, uma grande sala de jantar, uma biblioteca e diversos aposentos em sistema de gabinetes. Muitas das salas estavam cobertas por valiosos pavimentos de parquet e equipadas com lareiras de mármore. Depois da aquisição do conjunto por Pradel, este continuou as obras do seu antecessor. Assim, é graças a ele que o Château de Villesavin apresenta numerosos detalhes arquitectónicos, possuindo um estilo historicista muito raro no Vale do Loire. Foi sob a sus égide que a fonte de mármore regressou ao seu local original no pátio de honra. Anteriormente estava no jardim paisagístico à inglesa, numa pequena ilha do Beuvron.
Desde 1937, o conjunto passou a ser restaurado e mantido pela família de Sparre. Numa entrevista, a actual dona do palácio afirmou que os necessários trabalhos de reconstrução - afectados e melhorados pelos restauros anteriores - persistirão pelos próximos 350 anos.

### Proprietários e moradores

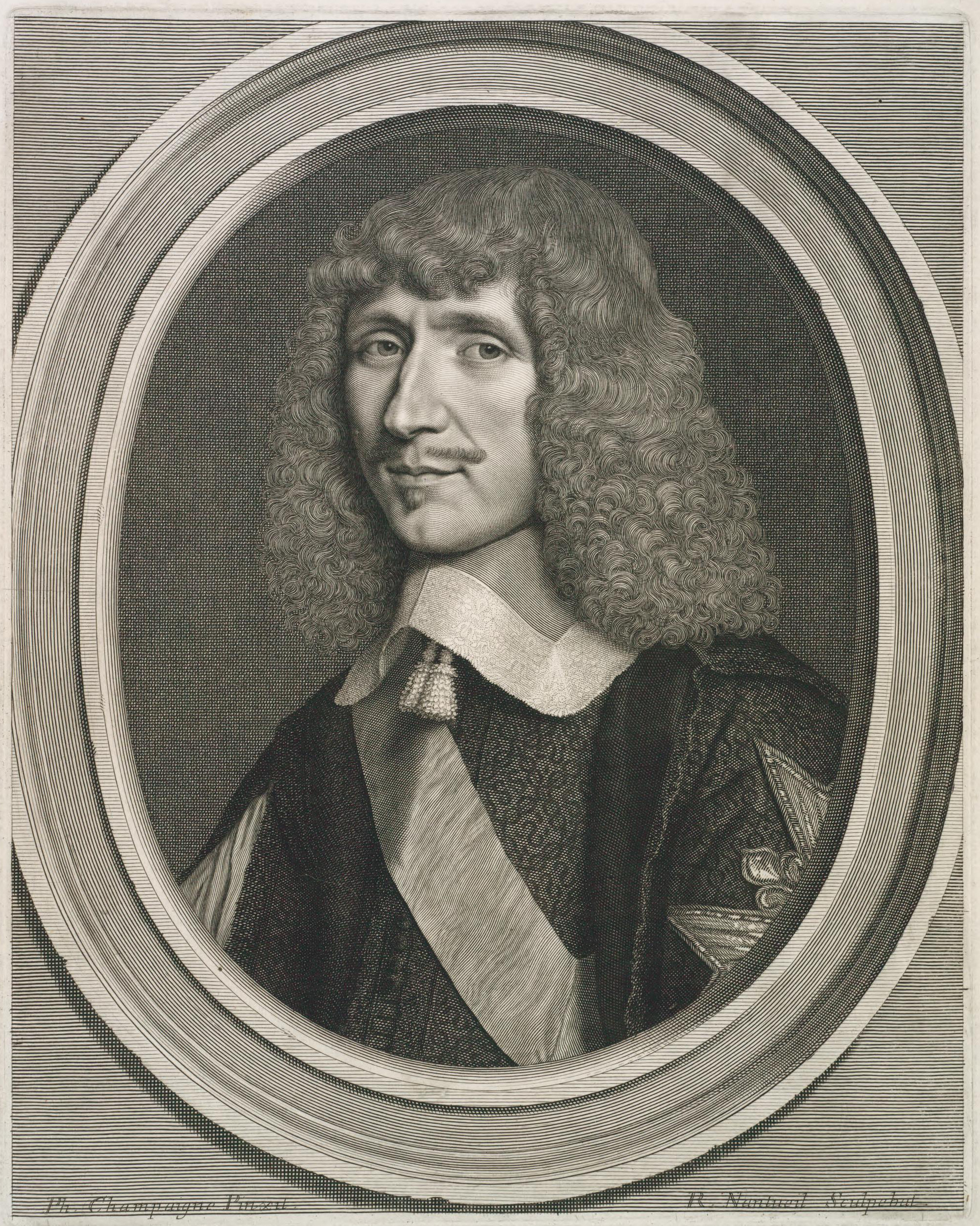
Léon Bouthillier, proprietário do palácio no século XVII (retratado por Robert Nanteuil)

Embora o Château de Villesavin nunca tenha sido propriedade real, recebeu muitos membros da família real francesa como convidados. Entre estes visitantes, estão incluidos Francisco I, Catarina de Médici, Maria de Médici e Luís XIII.
O primeiro proprietário identificado em Villesavin foi Guy I de Châtillon, Conde de Blois, que em 1315 aquiriu um solar já existente. No final de 1526, o domínio foi vendido a Jean Le Breton, o proprietário do Château de Villandry. Este era secretário financeiro do rei, assim como administrador do Condado de Blois e acompanhante de Francisco I nas campanhas italianas. Depois de ter regressado a França com o seu senhor, o rei confiou-lhe a supervisão da construção do Château de Chambord.
Depois da morte de Jean, ocorrida em 1543, o palácio passou para Jean Phélypeaux, entre cujos descendentes se encontra Léon Bouthillier, Conde de Chavigny, ministro dos negócios estrangeiros de Luís XIII.
No dia 2 de Julho de 1719, o palácio foi adquirido por um homem chamado Louis René Adine, cuja família passa a ser chamada pelo nome da sua nova propriedade "de Villesavin". Louis faleceu sem filhos varões e a sua filha, Marie de Villesavin, levou o palácio para a família do marido, o Marquês Charles Robert de La Pallu, em 1779. Os seus herdeiros venderam-no posteriormente, em 1820, convencendo o legitimista Conde de Pradel que poderia alterar o palácio ao estilo do historicismo.
Em 1937, os pais do actual proprietário do palácio, Lars de Sparre, encarregaram-se do edifício degradado, o qual estivera vazio e abandonado durante muitos anos. Juntamente com a sua esposa, Veronique, continua actualmente o trabalho iniciado pelos seus pais.

### Utilização actual

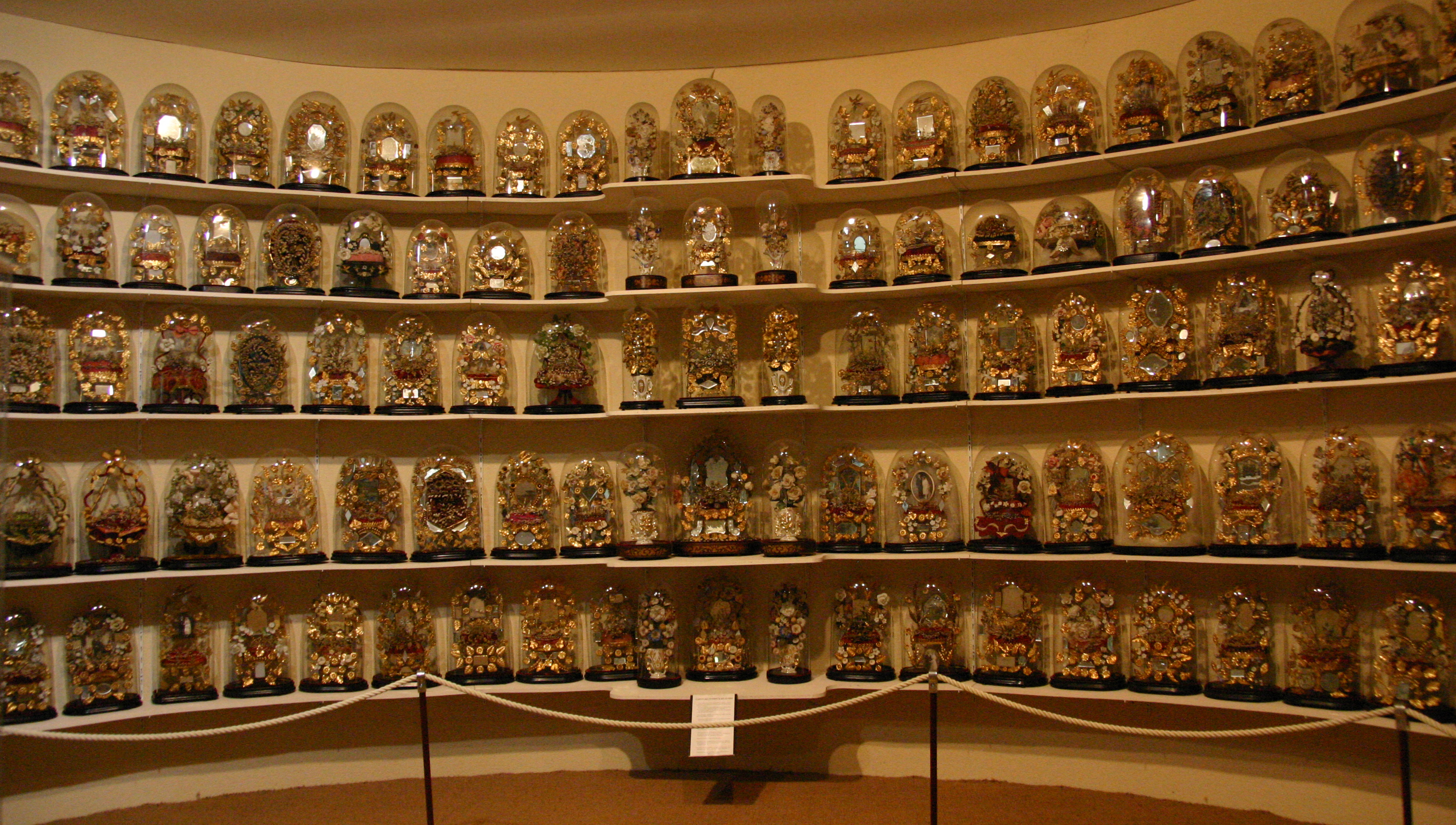
Museu do Casamento, coroas

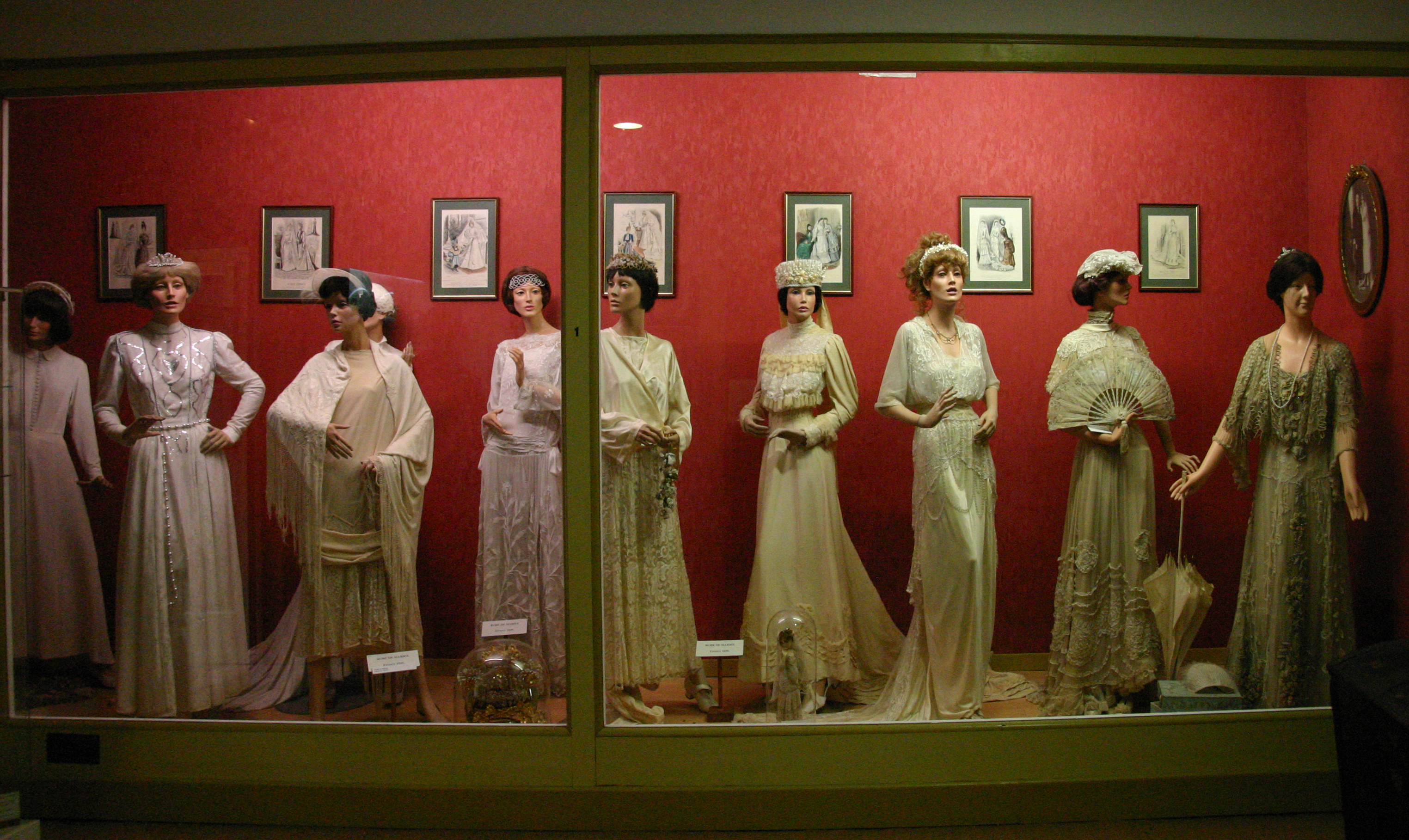
Museu do Casamento, vestidos de noiva

O palácio está aberto ao público desde 1954. Algumas das suas salas, com mobiliário do século XVI ao século XVIII, podem ser vistas durante uma visita guiada, incluindo a antiga cozinha original situada na ala oeste do palácio, cujo dispositivo da grelha, na chaminé, continua funcional até à actualidade. Além disso, a orangerie é alugada para festas.
O Château de Villesavin também alberga dois museus. Na antiga cocheira pode visitar-se uma colecção de carragens e carrinhos de bebé. Por outro lado, em Abril de 2000 foi inaugurado o Musée du marriage (Museu do Casamento), onde são exibidas mais de 1.500 peças relacionadas com o tema do casamento. Entre os artigos expostos, datados entre 1835 e 1950, existe uma extensa colecção de coroas e vestidos de noiva, principalmente do século XIX.
O Château de Villesavin recebe cerca de 20.000 visitantes por ano, os quais financiam, com as suas entradas, as urgentes obras de restauro e as medidas de conservação do palácio.

## Descrição

### Arquitectura

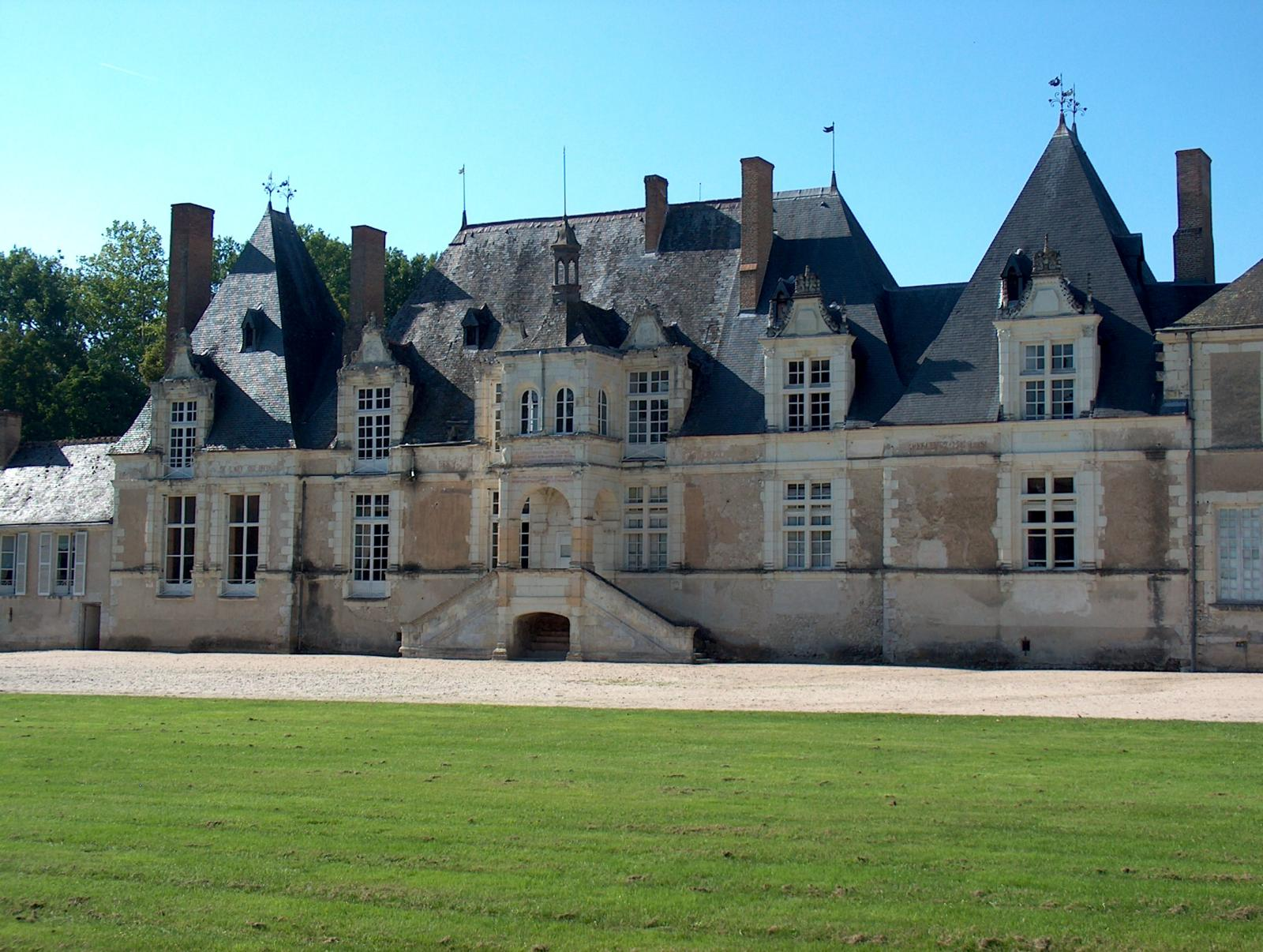
Fachada do Château de Villesavin virada ao jardim

O Château de Villesavin é um edifício renascentista com um toque classicista. As suas paredes foram construidas em pedra calcária e, em seguida, rebocadas. A planta tem a forma duma ferradura e encerra um pátio de honra, em cujo lado sul se ergue o corps de logis com dois pavilhões de canto. Na sua extremidade sudoeste liga-se, em ângulo recto, à ala ocidental, a qual possui um outro pavilhão no final. O contraponto oriental da ala oeste não é nenhuma ala independente, mas sim uma cortina, a qual possui, do lado do pátio de honra, medalhões de Bolonha em argila. No extremo norte desta parede fica o quarto pavilhão de canto do edifício principal. Tal como o seu equivalente ocidental, este possui um alto tecto piramidal, o qual, como todos os outros telhados do complexo palaciano, é coberto por telhas de ardósia.
O pátio norte é limitado no seu lado norte, livre de construções, por um largo fosso. Uma ponte de pedra dá acesso ao pátio, que antigamente apresentava relva e arbustos plantados. No seu centro ergue-se uma fonte em mármore de Carrara de estilo renascentista, um trabalho lombardo. A sua base triangular, assim como o seu suporte, apresenta relevos em forma de quimeras e fantásticos habitantes marinhos.
Os andares do corps de logis estão divididos em cinco eixos através de janelas. Do lado do pátio apresenta uma secção central saliente, datada do século XIX, com um nicho em cada andar. No nicho inferior está um busto de Francisco I, enquanto no que se encontra ao nível dos telhados fica uma estátua de Diana, a deusa da caça. O rés-do-chão, de nove metros de altura, é coberto por um telhado, de onze, com águas furtadas. Estas estão decoradas com pilastras e figuras, sendo rematadas por tímpanos côncavos. A fachada virada ao jardim tem, no meio, uma pequena loggia datada do século XIX, à qual se acede através duma escadaria dupla. Acima do alpendre, e ao nível da base do telhado, está localizado um pequeno espaço fechado, sobre o qual se encontra uma espécie de cúpula com uma clarabóia aberta. Toda esta estrutura de entrada é muito semelhante à loggia do Château de Chantilly. Na suas paredes exteriores encontra-se uma inscrição, na qual consta o nome do construtor do palácio e o ano de construção.
No meio do corps de logis estão localizadas, tanto na fachada norte como na sul, entradas para um vestíbulo com escadaria de pedra. Esta conduz às divisões habitáveis no ático. Porém, todos os espaços luxuosos estão situados no representativo piso térreo, com as suas paredes altas e direitas. Um dos pavillhões de canto do corps de logis manteve até à década de 1930 um tecto trabalhado com caixotões, onde se podiam ver os brasões de Jean Le Bretons e da sua esposa, Anne. Os painéis de madeira originais desapareceram, em 1935, sem deixar rasto e foram substituídos por réplicas.
O pavilhão do canto noroeste mostra na sua fachada o ano de 1537 e abriga a chamada Salle des gardes ("Sala dos Guardas"). O seu correspondente nordeste tem no seu piso térreo metade duma capela com abóbada de aresta. As suas paredes estão cobertas por valiosos afrescos executados no início do século XVII. A abóbada está pintada com motivos da Paixão produzidos pela oficina de Jean Mosnier. As actuais janelas da capela já não são as originais. Originalmente, estas mostravam cenas com motivos heráldicas ao lado doutras com as Metamorfoses de Ovídio. Junto à capela está localizado, no piso térreo do pavilhão noroeste, um pequeno oratório. Além disso, uma estreita escada em pedra dá acesso ao quarto do antigo capelão, situado no ático. Este tem uma lareira e está revestido por um apainelamento que, tal como as pinturas do tecto da capela, data de 1620.
A leste e a oeste, o complexo do corps de logis é limitado por antigos edifícios de serviço, cada um deles em volta do seu próprio pátio interior. O que se situava a oeste era o chamado Cour des écuries (Pátio das Cavalariças), ou Cour des communs (Pátio dos Comuns), enquanto o que se situava a leste era conhecido por Cour de la ferme (Pátio da Quinta) ou Basse-cour (Pátio Baixo). Neste último grupo ficava a antiga residência do jardineiro, um estábulo, um celeiro (cuja parede sul apresenta 1638 como ano da construção), uma padaria e, ainda, a orangerie de dois pisos do palácio. No lado do jardim (lado sul), a sua fachada está dividida por seis janelas. No entanto, as aberturas das janelas estão reconhecivelmente emparedadas no piso superior. No canto oriental da orangerie ergue-se uma grande torre redonda, a qual serviu como pombal desde a sua fundação, no século XVI, sendo um dos poucos exemplares que restam no Vale do Loire. Com os seus 1.500 locais de nidificação e uma antiga escada extensível em carvalho, assemelha-se fortemente à torre dos pombos do Château de Talcy. O outro pátio interior estava rodeado por uma cocheira, pelos antigos estábulos para cavalos e vacas, assim como pela residência do antigo administrador. Os pisos superiores dos edifícios de serviço eram usados, quase todos eles, como celeiros.

### Parque e antigos jardins
O Château de Villesavin está rodeado por um parque florestal cercado, o qual se estende por uma área de 14 hectares a norte do edifício palaciano. Na sua parte sul ainda se adivinha a forma do antigo jardim paisagístico à inglesa de dois hectares, limitado a norte pelo Beuvron. Estes dois parques são completados por um jardim de fruta e vegetais, situado a leste do palácio, e por uma mata de abetos a oeste, chamada de La garenne. Além disso, existiam, frente à parte sul do corps de logis, duas hortas simetricamente dispostas, com uma área de 24 ares, que faziam a transição para o parque paisagístico. Estas estavam simplesmente subdivididas em múltiplos quadrados, nos quais foram cultivados, nomeadamente, limoeiros e laranjeiras, assim como árvores de mirra e groselha. Actualmente, destes artísticos jardins já nada resta.

## Literatura
- Jean-Pierre Babelon: Châteaux de France au siècle de la renaissance. Flammarion, Paris 1989, ISBN 2-08-012062-X, pp. 222–224.
- Wilfried Hansmann: Das Tal der Loire. Schlösser, Kirchen und Städte im «Garten Frankreichs». 2. Aufl. DuMont, Köln 2000, ISBN 3-7701-3555-5, pp. 96–97.
- Wiebke Krabbe (tradutor): Die Schlösser der Loire. Komet, Frechen 2001, ISBN 3-89836-200-0, pp. 110–111.
- Jean-Marie Pérouse de Montclos: Schlösser im Loiretal. Könemann, Köln 1997, ISBN 3-09508-597-9, pp. 350−355.
- René Polette: Liebenswerte Loireschlösser. Morstadt, Kehl 1996, ISBN 3-88571-266-0, pp. 113−114.
- Werner Rau: Mobil reisen. Loiretal. 1. Aufl. Rau Verlag, Stuttgart 2004, ISBN 3-926145-27-7, pp. 62−63.
- Bernhard Schneidewind: Die Schlösser der Loire. Der Wegweiser durch den Garten Frankreichs. Ullstein, Frankfurt/M., Berlin 1994, ISBN 3-550-06850-6, pp. 204–205.
- Françoise Vibert-Guigue (Ed.): Centre, châteaux de la Loire. Hachette, Paris 1991, ISBN 2-01-015564-5, pp. 271−272.
- Schlösser an der Loire. Michelin, Landau-Mörlheim 2005, ISBN 2-06-711591-X, pp. 146−147.